# Maritza Rodríguez
Sarah Mintz (dawniej Maritza Rodríguez Gómez)  - aktorka pochodzenia kolumbijskiego. Urodzona 1 września 1975 w Barranquilla. W 2017 roku zmieniła imię i nazwisko z Maritza Rodríguez Gómez na Sarah Mintz.
Znana głównie ze swoich ról w telenowelach. W Polsce znana z seriali Meandry miłości (2007), Osaczona (2007), Twarz Analiji (2008-2009) i Pieska miłość (2010).

## Filmografia
- "Silvana sin lana" ... Silvana "Chivis" Rivapalacios de Villaseñor (2016-2017)
- "El Senor de los Cielos ... Amparo Rojas (2015-2016)
- "Marido en alquiler" .... Teresa Cristina (2013)
- "Rafael Orozco, el ídolo" .... Martha Mónica Camargo (2012)
- "El Rostro de la Venganza" .... Antonia Villarroel (2012)
- "La casa de al lado" .... Pilar Arizmendi/Raquel Arizmendi (2011)
- "La Casa de al Lado" (Dom po sąsiedzku) .... Pilar Arismendi (2011)
- "Perro Amor" (Pieska miłość) .... Camila Brando (2010)
- "El rostro de Analía" (Twarz Analiji) .... Sara Andrade (2008)
- "Doña Bárbara" .... Asuncion Vergel de Luzardo (2008)
- "Pecados Ajenos" (Meandry miłości) .... Karen Vallejo (2007)
- "Acorralada" (Osaczona) .... Marfil / Deborah  (2007)
- "Vuelo 1503" .... Ángela Granda (2005)
- "Ángel rebelde" .... Crystal Cuba Rubias (2004)
- "Milagros de amor" .... Milagros Viuda de Amor (2002)
- "Amantes del desierto" .... Barbara de Santana (2001)
- "La revancha" .... Mercedes Riverol (2000)
- "Marido y mujer" .... Lucía Mendez (1999)
- "La mujer en el espejo" (1997)
- "Perfume de agonía" .... Carmen (1997)
- "Dios se lo pague" .... Irene Richerdson (1997)
- "Mascarada" (1995)